# Astathes bimaculata
Astathes bimaculata là một loài bọ cánh cứng trong họ Cerambycidae.